# Brachiaria humidicola
Brachiaria humidicola är en gräsart som först beskrevs av Alfred Barton Rendle, och fick sitt nu gällande namn av Herold Georg Wilhelm Johannes Schweickerdt. Brachiaria humidicola ingår i släktet Brachiaria och familjen gräs. Inga underarter finns listade i Catalogue of Life.